# Bella Shepard
Pour les articles homonymes, voir Shepard.
Bella Shepard, née le 17 décembre 2001 dans le Michigan, est une actrice américaine. Elle est notamment connue pour incarner Blake dans la série Wolf Pack,.

## Filmographie

### Cinéma
- 2013 : Le monde fantastique d'Oz : une enfant
- 2018 : Anonymous 616 : Emily
- 2019 : Ring of Silence : Leila
- 2019 : Enigma : Hannah
- 2021 : Witch Hunt : Kelly

### Télévision

#### Séries télévisées
- 2015 : My Haunted House : Kayla
- 2015 : Life in Pieces : Lexie (2 épisodes)
- 2018 : Grace et Frankie : une jeune fille
- 2018–2019 : A Girl Named Jo : Alice Hargrave
- 2019 : On the Ropes : Jackie Rodriguez (8 épisodes)
- 2019 : Orange Is the New Black : Aleida jeune
- 2020 : The Wilds : Regan
- 2021 : Two Sides : Mika
- 2022 : iCarly : Tati
- 2023 : Wolf Pack : Blake Navarro

#### Téléfilms
- 2019 : Une étudiante sous emprise : Shay Rodriguez